# 长江路街道 (淮安市)
长江路街道，是中华人民共和国江苏省淮安市淮阴区下辖的一个乡镇级行政单位。
2018年7月，以原王营镇所辖部分区域和棉花庄镇所辖部分区域，设立长江路街道。以原王营镇的左庄、杨井、王庄、果林、崔庄、营西、长安、小营、营北9个居委会和棉花庄镇的三朱、徐梅2个村委会区域为长江路街道行政区域。长江路街道办事处驻长安居委会境内，办公地址为长江西路223号。区划代码改为 320804006。

## 行政区划
长江路街道下辖左庄、杨井、王庄、果林、崔庄、营西、长安、小营、营北9个居委会和棉花庄镇的三朱、徐梅2个村委会：
鑫园社区、大兴社区、十里村、新河村、刘河村、联旺村、军田村、大西村、团结村、三河村、袁庄村、大福村和顾庄村。